# Trans-Effekt
Der trans-Effekt bezeichnet in der Komplexchemie den Effekt eines Liganden auf die Substitutionsgeschwindigkeit eines dazu trans-ständigen Liganden. Der Effekt ist gut bei quadratisch-planaren Komplexen untersucht und wird zum Beispiel zur Darstellung von Cisplatin ausgenutzt. Der trans-Effekt wurde 1926 von Ilja Tschernjajew entdeckt.

## Kinetischertrans-Effekt
Die Stärke des trans-Effekts eines Liganden wird bestimmt durch die Substitutionsgeschwindigkeit des dazu trans-ständigen Liganden und hat folgende Reihenfolge für einfache Komplexliganden:
F−, H2O, OH− < NH3 < py < Cl− < Br− < I−, SCN−, NO2−, SC(NH2)2, Ph− < SO32− < PR3, AsR3, SR2, CH3− < H−, NO, CO, CN−, C2H4
Ein bekanntes Beispiel für die Nutzung des trans-Effekts ist die Darstellung von Cisplatin. Ausgehend von Tetrachloridoplatinat(II) erhält man durch Reaktion mit Ammoniak im ersten Schritt den Monoammin-Komplex. Durch die stärkere trans-dirigierende Eigenschaften des Chlorido-Liganden gegenüber dem Ammin-Liganden wird ein zweites Ammoniak-Molekül in trans-Stellung zu einem Chlorido-Liganden eingebaut und somit in cis-Stellung zum ersten Ammin-Liganden:
Geht man dagegen von Tetraammin-Komplex aus und tauscht die Ammin-Liganden gegen einen Chlorido-Liganden, dirigiert der erste eingebaute Chlorido-Ligand den zweiten in trans-Stellung zum ersten. Man erhält in diesem Fall Transplatin:
Der trans-Effekt lässt sich durch die σ-Donor/π-Akzeptor Eigenschaften der Liganden erklären. Gute σ-Donoren und π-Akzeptoren haben einen starken trans-Effekt.

## Thermodynamischertrans-Einfluss
Der trans-Einfluss bezeichnet in der Komplexchemie den thermodynamischen Effekt eines Liganden auf die Eigenschaften des Grundzustand (Bindungslänge, IR-Spektrum) eines dazu trans-ständigen Liganden.
„The trans influence is defined as the extent to which a ligand weakens a bond trans to it in the equilibrium state“.